# Barbara López
Barbara Noemi López (* 5. April 1991) ist eine argentinische Speerwerferin.

## Sportliche Laufbahn
Erste internationale Erfahrungen sammelte Barbara López 2009 bei den Juniorensüdamerikameisterschaften in São Paulo, bei denen sie mit einer Weite von 34,94 m den sechsten Platz belegte. 2011 nahm sie erstmals an den Südamerikameisterschaften in Buenos Aires teil und gelangte dort mit 49,25 m ebenfalls auf den sechsten Platz. 2012 gelangte sie bei den Ibero-Amerikanischen Meisterschaften in Barquisimeto mit 48,72 m auf Rang sieben und wurde anschließend bei den U23-Südamerikameisterschaften in São Paulo mit einem Wurf auf 47,02 m Vierte. Bei den Südamerikameisterschaften 2013 in Cartagena klassierte sie sich mit 50,67 m auf dem sechsten Platz und im Jahr darauf gelangte sie bei den Südamerikaspielen in Santiago de Chile mit 49,14 m auf Rang sieben, wie auch bei den Südamerikameisterschaften 2017 in Luque mit 47,84 m. 
Von 2012 bis 2015 sowie 2017 und 2018 wurde López argentinische Meisterin im Speerwurf.